# Hermann von Amelunxen
Hermann von Amelunxen († 1580) war Drost und Pfandherr des Amtes Grönenberg.
Sein Vater Moritz von Amelunxen war Drost und Pfandinhaber des Amtes Reckenberg und erwarb dort das Gut Aussel. Hermann übernahm nach seines Vaters Tod dessen amtliche Stellung. Er war hierbei mehrfach in Händel mit den Grafen von Tecklenburg verwickelt, und die Stadt Wiedenbrück wurde belagert.
Um 1530 trat er als Lizenziat der Rechte in die Dienste des Landesfürsten, der ihn 1536 zum Drost des Amtes Grönenberg ernannte. Durch seine Heirat mit Anna von dem Bussche 1540 fiel ihm neben Gesmold auch die Pfandschaft des Amtes Grönenberg zu. Damit erlangte er den reichsten Besitz des Hochstiftes Osnabrück. Amelunxen verwandelte die alte Gesmolder Burg in eine Schlossanlage. 1553 kaufte er dem Osnabrücker Bischof die Pfandschaft von Reckenburg ab. Bei der Verteidigung dieser Gerechtsamen war er in viele Streitigkeiten verwickelt, infolge derer er 1548 vom Bischof seines Amtes enthoben und durch Hermann von Oer zu Bruche ersetzt wurde. Nach dessen Tod im Jahre 1559 erhielt er das Drostenamt bis 1575 zurück. 1561 berief ihn der Fürst aus 217 Lehnsmännern zum Lehnsrichter. Er erhielt auch das Holzgericht über die Nüvener Mark und das Halsgericht über den Freien Hagen. Dank seiner guten Beziehungen zum Kaiser wurde er zum Beisitzer des reorganisierten Reichskammergerichtes ernannt. Sein fürstlicher Reichtum wurde durch den aufwändigen Schlossbau, seine weiten Reisen und sein herrschaftliches Auftreten sowie die hohen Mitgiften an seine Töchter aufgezehrt. 1580 starb er, nahe dem Ruin.